# Scathophaga rufipes
Scathophaga rufipes är en tvåvingeart som först beskrevs av Johann Wilhelm Meigen 1826.  Scathophaga rufipes ingår i släktet Scathophaga och familjen kolvflugor. Inga underarter finns listade i Catalogue of Life.